# 高雄監獄挾持事件
22°35′23″N 120°23′54″E / 22.589647°N 120.398209°E
高雄監獄挾持事件是2015年2月11日至12日，一起發生於臺灣高雄市大寮區的高雄監獄（俗稱大寮監獄）的受刑人挾持人質事件，而這事件也是台灣獄政史上首次獄政幹部被挾持事件。過程中參與受刑人挾持了監獄典獄長等人作為人質，最後6名挾持人質的受刑人自殺身亡，包括典獄長等人質均平安獲救。
2月11日16時，鄭立德等6名受刑人，打傷兩名管理員後挾持人質、典獄長，而受刑人搶奪6把半自動手槍及4把步槍，以及223發子彈。儘管受刑人企圖挾持人質越獄逃亡，但在東側門遭到率先趕到的6名警察以火力攔阻而未成功，之後高雄市政府警察局緊急調派超過300名荷槍實彈警員包圍監獄對峙。其後鄭立德要求中華民國政府撤除守備警員、提供車輛予其逃亡，但警方拒絕。經過與警察的一夜對峙，戒護科長王世倉於翌日清晨3時獲釋。至清晨5時，6名參與挾持事件的囚犯全部持長槍飲彈自殺身亡，典獄長陳世志平安走出，整起監獄挾持事件歷經14小時多才結束。

## 嫌犯
高雄監獄挾持事件帶頭的受刑人是有黑幫背景的鄭立德，是竹聯幫尊堂高雄分會長，曾經涉及有組織犯罪、槍械、盜竊等罪行，並且以作風兇殘著稱。在12年前鄭立德曾經因為涉嫌持槍勒索而入獄，3年前則因為車禍肇事使人死亡及利用他人頂罪，而被判28年6個月的有期徒刑。其餘5名參與挾持人質的重刑犯還有黃子晏、靳竹生、秦義明、魏良穎、黃顯勝，所涉及的罪行包括販賣毒品、強盜及竊盜等，全部人被判監25年有期徒刑至無期徒刑不等。六人皆為男性，累進處遇4級之再犯或累犯，配業10工場。
| 受刑人姓名 | 年齡 | 所犯罪行與判刑:1                                                                                                 | 備註                                         |
| ---------- | ---- | --- | -------------------------------------------- |
| 鄭立德     | 47歲 | 犯殺人、毒品、槍砲、偽造文書等罪，累犯，判處有期徒刑28年6月                                                      | 2013年12月13日移監:1、前竹聯幫尊堂高雄分會長 |
| 秦義明     | 43歲 | 犯盜匪罪判處無期徒刑，被撤銷假釋應執行殘刑25年、另犯強盜罪判21年，累犯，合計有期徒刑46年，符合三振法案，不得假釋 | 2013年12月11日入監:1                         |
| 靳竹生     | 64歲 | 犯強盜、槍砲等罪，累犯，判處無期徒刑                                                                             | 2011年6月15日移監:1                          |
| 黃子晏     | 42歲 | 犯強盜、毒品等罪，累犯，判處有期徒刑25年                                                                         | 2014年1月16日移監:1                          |
| 魏良穎     | 38歲 | 犯毒品等罪，累犯，判處有期徒刑34年3月                                                                            | 2014年7月1日移監:1                           |
| 黃顯勝     | 50歲 | 犯毒品等罪，判處有期徒刑34年2月                                                                                  | 2011年5月24日移監:1                          |

## 經過

### 嫌犯假病引發騷動
2015年2月6日，法務部矯正署高雄監獄第10工場受刑人鄭立德、黃子晏、靳竹生、秦義明、魏良穎、黃顯勝等6人，報稱筋骨痠痛，要求申請看診。工場吳姓主管和教區許姓科員核章後，衛生科排定2月11日下午安排到獄中骨科看門診。2月11日下午15時許，提帶主管吳德晉戒護6人看診，離開工場前工場主管未檢查身體，經過管制點時值勤主管檢查身體未觸及手臂，提帶主管複檢亦未檢查手臂。隨後，至衛生科門口時，其中一人從後壓制，持預藏袖內的剪刀刺穿他的大腿，搶奪吳德晉所配的通道鑰匙，並推擠在場一名替代役役男致輕傷，6名受刑人衝至對面接見室。:3
6人跑至接見室，被提帶接見主管廖志達發現，以無線電呼叫緊急狀況，接見監聽主管林尚瑜按壓緊急鈴，啟動全監緊急應變機制，行政大樓大門周自強主管聞訊按壓警民連線按鈕，通報高雄市政府警察局林園分局大寮分駐所。6人跑進接見室欲破壞接見室強化玻璃脫逃，並攻擊代理物品檢查賴姓主管，賴姓主管壓住鐵門，故未由接見室脫逃成功。6人只好轉往中央門，但當時中央門三道門區已淨空，無法通行脫逃。此時管理員賴文源剛戒護外醫回監，眾人遂挾持他前往戒護科辦公室，反鎖管教中心大門，再撞開戒護科房門，當時戒護科4名職員因判斷錯誤已前往接見室支援，只留守的江姓替代役男遂被眾人挾持:2:5-6。
15時43分，以利剪挾持3名管理員與替代役役男的6名受刑人，以滅火器、高腳椅等，猛撞戒護科辦公室槍械庫門，約20分鐘破壞三道不鏽鋼門及鐵門，取得6把T65突擊步槍與步槍子彈177發、T75型半自動手槍6把與手槍子彈46發。期間副典獄長、戒護科長、中央台人員皆未向典獄長報告。16時00分，中華民國法務部次長陳明堂證實，6人已奪取6把步槍、6把手槍與子彈200多發。
16時09分一名專員向典獄長陳世志報告械彈庫遭受刑人破壞並搶走槍枝與彈藥，典獄長前往現場遇到受刑人，雙方對談時受刑人曾鳴槍威嚇，14分典獄長被挾持。6名受刑人押著典獄長、副典獄長、戒護科長三名人質前往中央門，見仍無法通行。16時21分轉往監獄東側門車檢站。當時車檢站主管接獲通報，即疏散人員及車輛，在場送貨廠商駕駛一人依指示離開，另一人堅持等候公司決定，後來兩人進司機休息室並反鎖，未被受刑人發現。

### 嫌犯突破失敗
16時04分，法務部矯正署安全督導組組長黃坤前接獲電話通報高雄監獄發生收容人持槍挾持案件，下令聯絡瞭解事件情形。此時6名收容人已經取得武器，在16時15分從禮四五舍側面走道至側門，在16時37分挾持典獄長及戒護科長到複驗站，其後到車檢站嘗試逃獄。在高雄市政府警察局林園分局大寮分駐所的六名警員隨即趕往圍捕，才剛抵達東側門約20公尺外的一處矮牆，驚見原本鐵門突然開啟，而嫌犯正持槍押著典獄長和戒護科長要往外逃。嫌犯看見警察後隨即開槍，想爭出逃亡方向；警方也避開人質和囚犯的方向連開11槍喝止，迫使嫌犯押著人質退回監獄關上鐵門，駁火結束後，一名巡佐發現手上的盾牌遭子彈貫穿，只差10多公分的距離就可能射中頭部。因警方火力制止，6名收容人未能成功突破。
在車檢站四處搜索，從置物櫃中找到廠商司機交付保管之智慧型手機，拿取後上網查詢:3。
主嫌鄭立德之後致電《蘋果日報》記者表示：「要求政府提供兩輛加滿油的私家車，讓我們可以搭車離開監獄到安全地點，我們就會釋放兩個人質。剛才的駁火無人傷亡，我們不想要傷害人質，請警方不要開槍，警方剛剛還差點打到人質。」副典獄長賴政榮離開後，傳達受刑人要求提供兩輛加滿汽油小型車輛，但遭獄方拒絕:3。
16點21分，戒護科打110報案，報「槍械被奪」。
17時03分，法務部矯正署通知臺南市、高雄市、屏東縣地區的南部矯正機關靖安小組人員前往支援。
18時30分，在高雄監獄行政大樓典獄長室成立聯合指揮中心，聯同內政部警政署、內政部警政署刑事警察局、臺灣高雄地方法院檢察署、高雄市政府警察局等警政單位指揮調度:3。

### 警察封鎖包圍現場
受刑人在18時12分透過勤務中心，向警方要求2包菸、6個便當、檳榔及酒，其後矯正署與高雄市政府警察局局長陳家欽取得聯繫，確認警方因應策略將以安排受刑人家屬至監獄現場喊話並且勸導投降，避免現場爆發直接衝突。
法務部次長陳明堂在18時30分召開記者會說明案件。為了避免破窗效應，19時法務部矯正署囚情通報中心以簡訊及電話聯繫各矯正機關，宣布取消全國監所日勤管理人員休假；除了要求即刻回到各監獄及看守所協助穩定囚情外，並要求各機關審慎評估翌日是否開放探監。同時法務部請出新北市副市長侯友宜（擔任警官時，曾經與脅持南非使館武官的陳進興談判）指導談判策略，侯認為勿攻堅，先緩和嫌犯情緒並慢慢談判。而談判專家在接受採訪時，引述事件帶頭的囚犯鄭立德表示「不想傷人，但如有必要會自我了結」的口訊。
高雄市政府警察局出動了300名以上的優勢警力及特種警察荷槍實彈層層封鎖監獄，並且在監獄出口布設雞爪釘，同時高雄市政府消防局也開始架設照明燈。而包括中華民國特種警察、內政部警政署保安警察第五總隊及高雄市政府警察局刑事警察大隊等由大寮區到鳳山區沿路站崗，屏東縣政府警察局也調集大批警察到高屏大橋站崗並一一盤查來往車輛，以阻擋嫌犯闖進屏東，同時8名中華民國特種警察手持6把長槍和2把短槍入戒護區制高點。另一方面，中華民國國防部也下令憲兵特種勤務隊、陸軍高空特種勤務中隊及海軍陸戰隊特勤中隊（包括狙擊手等）等特種部隊在各營區待命，等待前往支援監獄現場的命令。

### 警匪交涉談判
在獄方聯繫下，先後9位受刑人家屬到場協助，矯正署署長吳憲璋20時36分抵達後，原擬陪同家屬進入，與受刑人面對面溝通，但受刑人擔心警方冒充家屬混入，情緒激動，鳴槍拒絕。獄方遂安排家屬以內線電話進行親情喊話。主犯鄭立德的母親與妻子在21時20分到場勸導:3。
指揮中心由警方得知親民黨前高雄市議員李榮宗與主嫌鄭立德為舊識，通知他協助勸降，並於19時20分準備便當8個、水2瓶、「七星」香菸2包，由李榮宗帶進車檢站，並留下規勸受刑人。隨後受刑人於22時26分發表訴求提到：

1. 需要掌上型電視1台。
2. 三振法案是惡法，一罪一罰太長，讓他們無法出監。請求要將此訴求訴諸媒體，明早送報紙給他們看，是否被刊載上報。
3. 認為被判18年的罪是冤枉的。
4. 透過現場媒體發佈消息。

警方在等待受刑人提出完整要求期間，先帶領廠商至監獄修理槍械室。受刑人隨後變卦，表示吃飽飯後，將書面寫上訴求，要求矯正署署長公開宣讀，隔日見報後才放人，21時29分李榮宗帶出鄭立德手寫之4點訴求。主任檢察官陳俊秀及矯正署長吳憲璋在22時30分以內線電話與歹徒溝通，改以電子媒體公開，獲得同意。22時35分受刑人再傳兩張手稿訴求給法務部部長羅瑩雪。
22時40分，中天電視台致電李榮宗，與《新聞龍捲風》節目現場連線，李榮宗接受主持人戴立綱訪問數分鐘後，將手機交給典獄長陳世志，典獄長藉此機會，向外界傳達內部狀況，同時安撫受刑人情緒，表示人質行動雖受控制，但人身尚安全，受刑人無加害舉動，同時呼籲警方勿採取攻堅行動，另一被挾持的人質，戒護科長王世倉亦受訪指，受刑人不是對獄方管理不滿，而是因為刑期太長，又不能假釋，沒有明天，才有此行動:4。

### 發表聲明
22時53分，吳憲璋向在場媒體公開說明受刑人5點訴求。但表明未對嫌犯訴求做任何允諾，囚犯則保證兩名人質的生命安全。受刑人的聲明包括：

1. 陳水扁假病可以保外就醫，監所比他嚴重的就不能保外？為甚麼？因為我們是罪犯、活該關死，那阿扁不是罪犯嗎？身為一個國家元首，曾經當過律師的阿扁，難道不懂法律嗎？他都知法犯法，卻被你們說成政治犯嗎？既然阿扁可以保外，那就比照辦理一視同仁，法律之前人人不是平等嗎？
2. 現在一罪一罰，有人刑責四十幾年、五十幾年，這是現在的法律：初、再犯二分之一能報假釋，但是都關到三分之二才能准，累犯就更慘了，三振條例連報假釋都不行，你們是官逼囚反，法律不是「情、理、法」？「情」已經不見了，「理」只剩下法官自由心證獨裁的道理。他說你有罪就是有罪，誰叫我們有前科、活該，甚麼是無罪推論，那只是說說而已，法官真偉大。既然你們要給我關到死，那是不是該讓我們有自主自給的能力，做了一個月的工作只有二百元，買套內衣褲都不夠，還要靠家人接濟，我們活的尊嚴都沒有了，還要拖累家人，那就剩「自殺」和「拚了」這條路。
3. 我沒有殺人，卻被判十八年的殺人罪，十八年對別人來講，只是個數字。對我來講，卻是不甘心。我只是冰山一角，還有更多的受刑人跟我一樣的心情，誰來幫我們說話？
4. 馬英九你雖然不是個好的總統，但你卻是一個很好的法務部長，在你還有能力之前，救救這些受刑人吧！謝謝您。
5. 三振法案該改一改了，給人一點希望好嗎？減刑為甚麼只減微罪，重罪不減？你們是鼓勵大家做小偷、搞詐騙嗎？既然要減，為甚麼不能一視同仁？講難聽點，不是都是罪犯嗎？

到了23時，鄭立德母親透過監獄內線電話與鄭立德再度通話，勸說勿衝動行事。受刑人未依約放人，雄檢主任檢察官陳俊秀在23時19分與鄭立德通話，鄭立德在电话中要求見与其为旧识的竹聯幫大老「白狼」張安樂，陳俊秀表示有困難。随后，张安乐即南下赴監獄调解。 警政署長王卓鈞在23時42分抵達監獄研商，管理人員提供5套收容人服裝，給佈署警力識別。未久受刑人看見制高點的警力部署，情緒激動，在12日凌晨0時04分至0時8分對空鳴槍數聲:4。0時52分受刑人要求送酒換人質，其後向主任檢察官陳俊秀提出兩項要求：

1. 由獄方送入酒，他們喝完後自殺，人質釋放。
2. 由張安樂送入酒，帶二位人質出去，彼等棄械投降。若皆被拒絕，天亮後8人將一起上路:4。

指揮中心考慮到受刑人飲酒失控，未即同意，但先備妥啤酒，繼續協商。陳俊秀在1時43分致電呼籲鄭立德放下武器，釋放人質，但對方催促儘快答覆決定，否則天亮前8人都會沒命，旋即掛斷電話。1時49分人質王世倉致電中央台稱，受刑人要求5分鐘內送入香菸及檳榔，陳俊秀再與鄭立德協商，只送檳榔，典獄長陳世志建議配合提供酒，但未獲接受:4。
其後張安樂在电话中公開向鄭立德表示：「你受的委屈，我們都知道，你是一條漢子，我們會幫助你，你不要波及無辜，也不要自我傷害，讓親痛仇快。」三立電視主播陳雅琳詢問張安樂如何與「歹徒」協調時，張安樂回應：「鄭立德不是歹徒，是個講義氣的兄弟，我會勸他們珍惜自己跟人質的性命。也要呼籲馬英九，不能說貪污的陳水扁就保外就醫，其他小老百姓都重罪。」

### 陷入僵持
之後矯正署署長吳憲璋再度與受刑人談判，而這時現場指揮中心有警政署署長王卓鈞、臺灣高雄地方法院檢察署檢察長蔡瑞宗、主任檢察官陳俊秀、高雄市警局長陳家欽等人支援。之後主任檢察官陳俊秀再次致電鄭立德，呼籲放下武器，釋放人質，迅速投降。然而鄭立德回復，快點履行任何一選項，並提到「天亮前8人沒命」，旋即掛斷電話。之後高雄監獄中央台接獲戒護科長來電表示嫌犯等要求5分鐘內送入檳榔與香菸，之後鄭立德1時55分致電《蘋果日報》，重提解決事件事件的3個方案：

1. 讓張安樂帶2瓶高粱酒進來，我們6個兄弟喝完酒後，和2名人質跟著張安樂出去棄械投降。
2. 讓警方進來，帶酒給我們6個兄弟喝，隨便甚麼人、甚麼酒都可以，喝完後我6個人上路，自殺。
3. 如果兩點半以前都沒動靜，就準備玉石俱焚火併。

對此主任檢察官陳俊秀電知鄭立德擬先送檳榔，因為酒容易影響心情，故送酒則有待考量。隨後鄭立德將電話轉由典獄長陳世志，希望能說服矯正署署長吳憲璋配合要求，不過吳憲璋不接受陳世志的遊說。2時30分，鄭立德以行動電話與張安樂聯絡，要求張安樂攜酒入內探視。隨後典獄長陳世志電話聯繫大門員工，請求快送菸酒並且表示生命已遭嚴重威脅。但是因為擔心使嫌犯心理更加激進，所以警察不允許張安樂進入。不過警方為了安撫嫌犯情緒，主任檢察官陳俊秀決定順應其部分要求，交付受刑人6瓶啤酒。

### 嫌犯自殺
但由於受刑人要求改提供2瓶38度高粱酒，因此警方只能派遣獄中的教誨師給予嫌犯2瓶高粱酒與6罐啤酒。之後受刑人安排由戒護科長至該地點取回，另外高雄監獄副典獄長公開發言要求媒體離開機關區域，避免危及安全。凌晨3時20分，兩名人質之一的戒護科長王世倉獲救。之後王世倉表示典獄長陳世志人身平安，不過受刑人要求轉達10分鐘內讓張安樂入內會談，之後將棄械投降。隨後科長王世倉與矯正署署長吳憲璋至指揮中心支援救援行動，而警政署署長王卓鈞則去電受刑人表示希望解除武裝出來，以其生命保證大家都會安全。
3時50分，因媒體使用空拍直升機，使得受刑人不滿，連續朝天空開槍射擊空拍直升機。4時，親民黨前高雄市議員李榮宗再度與嫌犯交涉。嫌犯表示，只要等到早報出刊，他們看得到報紙上自己的訴求被刊登，他們就會釋放人質，棄械投降或者自我了斷。4時45分，受刑人對空及車檢站門開槍，警察則於門外開槍還擊，警匪雙方再度駁火並且共開20多槍，最終無人傷亡。清晨5時，黃顯勝、魏良穎、靳竹生、黃子晏4名嫌犯走出來以手槍抵住太陽穴舉槍自盡。
清晨5時許，手持步槍的鄭立德、秦義明兩名嫌犯出來查看。可能由於4人一息尚存，而為避免該等人痛苦，另外以步槍向4人補槍。確認4名同伙死亡後，兩名嫌犯亦於5時34分吞彈自盡。5時36分，位處制高點的警方連絡確認鄭立德、秦義明等人舉槍自盡，6名嫌犯全數身亡。而在監獄內傳出多起槍響後，警方準備攻堅行動；之後典獄長陳世志自行走出戒護區平安獲救，而2名躲於司機休息室的廠商也於5時49分安全帶離現場。之後法務部政次陳明堂受訪證實經確認6嫌犯已經舉槍自盡，典獄長陳世志安全獲救。9時，6輛救護車同時抵達監獄，至10時30分將6名自殺受刑人鄭立德、黃子晏、靳竹生、秦義明、魏良穎、黃顯勝的遺體移出監獄自殺現場，送往殯儀館安置。

## 調查報告
中華民國法務部公開的第二份調查報告，原本被外界以為自願換取人質而被挾持的「英雄」典獄長陳世志，當日原來決策失誤而輕易被挾持，又錯過制伏六囚的黃金機會。法務部稱，因急於完成首份調查以呈上總統、向市民交代案情，匆匆完成報告，其後再深入調查，才揭破陳世志的謊言。
調查報告指，高雄監獄一直疏於考核六囚中的幫派份子鄭立德、秦義明的生活情形，在沒有身體檢查的情況下、批准鄭等六囚去看骨科，使他們在當日下午3時38分在衛生科門口持裁縫工場取得的利剪、鋼條攻擊戒護人員。在戒護人員按下警鐘後，獄方人員未有向上級反映，其後又未有通知已經到場林園分局的兩名警員，錯失廿分鐘的鎮暴時機，六囚得以破壞槍械庫，以槍挾持副典獄長賴政榮與戒護科長王世倉。
典獄長陳世志於事發後半小時才得知事件，毫無戒備地趕到現場，輕易被挾持，事後被問及何以未聽到警鈴響聲，他只堅持說「我不知道」。全監一度陷入無人指揮的狀態。報告指，獄方先前自稱堅拒派車給囚犯，但實情是陳世志和賴政榮均同意由下屬開兩車到側門，只是被警員阻止，免於讓六囚逃脫。戒護科長王世倉一度答應六囚的要求，企圖帶出另一名柯姓囚犯，但其他戒護員沒有照做。
報告指出更多監獄管理的失策之處，包括 : 囚犯私藏利器在手袖處，經過裁縫工場、一樓管制點、中央台均沒被查出 ; 勤務中心未能藉監視系統研究鎮暴對策，令囚犯有時間破壞械彈庫 ; 教誨師張俊冠則違背指揮官命令，擅自引導前議員李榮宗帶小型電視給六囚，令囚犯利用李榮宗的手機與媒體聯絡。
法務部痛斥陳世志、賴政榮、王世倉領導無方，將他們各記一大過及調離現職，矯正署長及廿二名矯正人員分別被記過、申誡，調查員鄭惠仁等三人因勇於抵抗等優異表現被記嘉獎。

## 迴響

### 監獄管理問題
2月12日，時任中華民國總統馬英九表示不能認同並且譴責受刑人以劫持人質的方式表達不滿，並且對6名監獄囚犯選擇以自殺方式結束生命感到遺憾。同時他也表示高雄大寮監獄發生人犯挾持人質事件，顯示現行監獄管理已經出現漏洞。因此要求中華民國法務部徹底檢討管理制度，並且有關單位要在2月13日前公布此案的調查報告，以及在一周內提出具體改革方案而立即實施。同時外界對於監獄管理陸陸續續提出許多質疑，這使得負責相關業務的法務部矯正署除了奉命加強警戒還有穩定在監受刑人心情外，也受到了多方的壓力。
在挾持事件發生後，網際網路上便傳出先前有文章提到臺灣監獄在2013年後將發生大型暴動，認為由於監獄裡重刑犯人數增加趨勢明顯，然而假釋門檻升高造成囚犯爆滿，相對地管理人力又不斷減少，各種負面因素加乘可以預言暴動必定發生。對此法務部部長羅瑩雪指出台灣監獄管理人力不足確實容易造成問題，其中管理員和服刑人的比例一般國家是1比3或4，台灣則是1比13或14，而這將是未來改善的重點項目。另外有關部門計畫設立重刑監獄和老年監獄，透過將受刑人分開處理以穩定受刑人心情。

### 其他反應
曾受到受刑人靳竹生搶走上百兩的金飾、射傷一家三口、造成一家長期痛苦及兒子雙腳殘廢的銀樓業者，表示總算等到靳竹生的報應，靳竹生還在法庭上說謊，說被害者一家是被玻璃割傷的，這位銀樓業者呼籲重視受害者的人權。
再生受刑人服務中心社長董念台，基於反對陳水扁保外就醫的立場而贊成該些受刑人的行為，並表示打算策劃下一波監獄暴動。

### 究責
陳世志、王世倉及賴政榮3人遭法務部移送監察院調查，而監察院認為3人違失情節重大，嚴重損害政府機關形象及公信力，因此提案彈劾並移送司法院公務員懲戒委員會審理。公務員懲戒委員會於2017年5月10日宣判，判處陳世志、王世倉各降貳級改敘，賴政榮降壹級改敘，於理由中並提及：「…本件受刑人持工場作業工具，挾持人質並奪取戒護科彈藥庫之槍彈，甚而挾持典獄長、副典獄長及戒護科長，造成高雄監獄群龍無首，震驚全國，傳達換人質之錯誤訊息，輿論譁然，引發外界物議，嚴重損害監所聲譽及政府形象，情節非輕。被付懲戒人陳世志身為監獄之典獄長，綜理全監事務，未能切實指揮所屬執行受刑人之監管事項，王世倉擔任戒護科長，直接負責受刑人之戒護及監獄之戒備、管理事項，竟輕忽監獄安全之管理監督，為本件發生之源頭，爰參酌前述情節，依被付懲戒人陳世志、賴政榮、王世倉應負之違失責任之輕重，判決如上。」。

## 外部連結
- （繁體中文） 104年2月11-12日高雄監獄挾持人質暴動事件時間表（页面存档备份，存于），法務部矯正署新聞稿，2015年2月12日
- （繁體中文） 高雄監獄典獄長及戒護科長遭受刑人持槍脅持事故調查報告（页面存档备份，存于），法務部矯正署，2015年2月13日